# Schmid Industrie Holding
Die Schmid Industrieholding ist eine österreichische Beteiligungsgesellschaft mit Hauptsitz in Wopfing. Sie erwirtschaftete im Jahre 2010 mit etwa 100 Standorten, Niederlassungen und Betriebsstätten in Österreich, Deutschland, Schweiz, Slowakei, Polen, Tschechien, Ungarn, Slowenien, Kroatien, Serbien und Montenegro, Rumänien, Bulgarien, Ukraine, Türkei und China und rund 6.500 Mitarbeitern einen Umsatz von 2 Milliarden Euro.

## Unternehmen

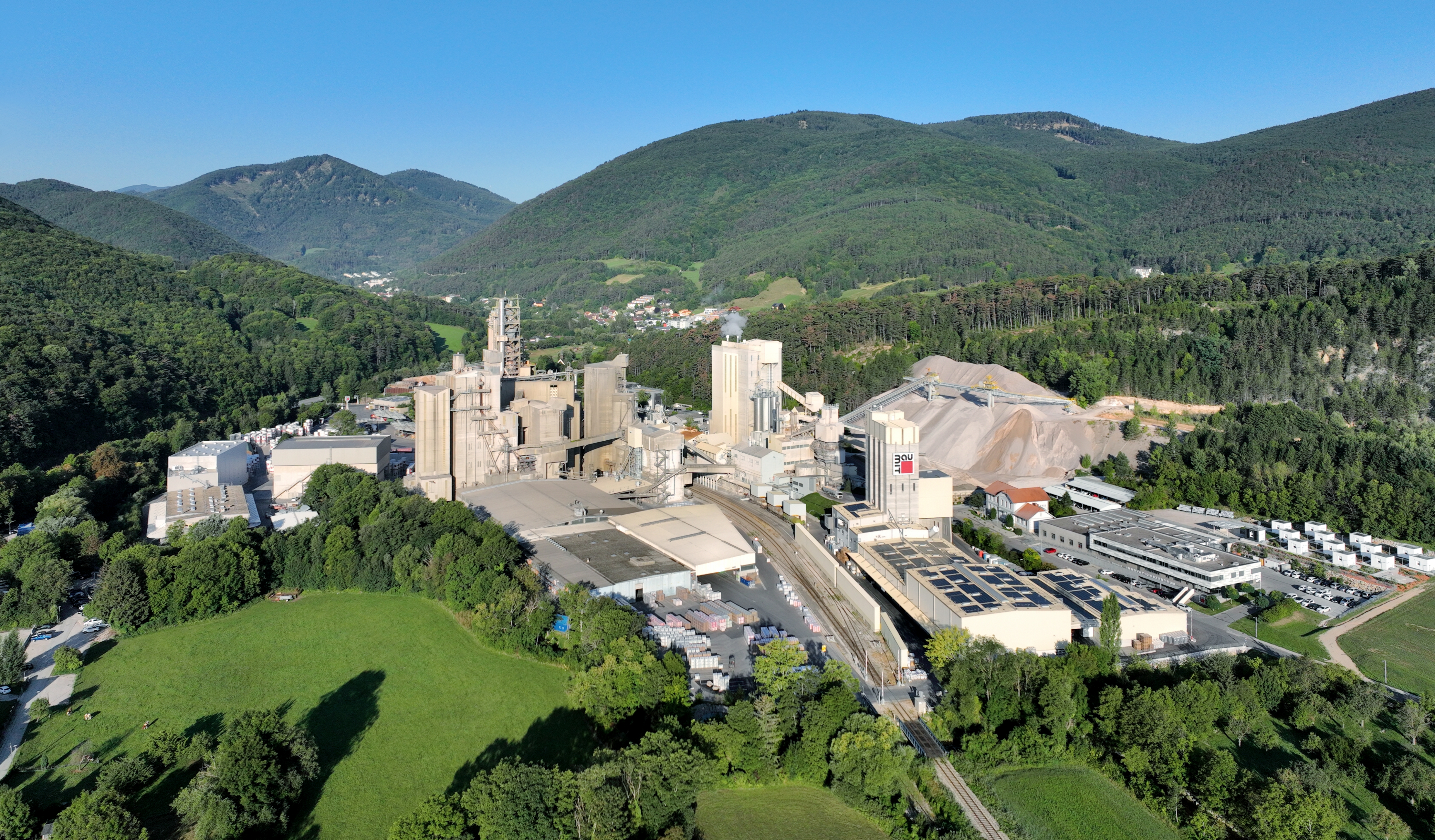
Zentrale und Baumit-Lieferwerk in Wopfing

Zur Unternehmensgruppe gehören unter anderem die Unternehmen
- Austrotherm (1980)
- Baumit-Wopfinger Baustoffindustrie GmbH (1988)
- Baumit Beteiligungen GmbH (1998)
- Calmit (2002)
- Eurotalc GmbH (2006)
- Furtenbach (1995)
- Kettner GmbH (2008)
- Lorencic (1999)
- Murexin GmbH (1987)
- Ortner GmbH (2007)
- euroMinerals GmbH (2017)
- Franz Stransky GmbH (2000)
- Wahrheit GmbH (2000)
- Wopfinger Transportbeton GmbH (1990)